# Schochia
Schochia is een geslacht van rechtvleugeligen uit de familie sabelsprinkhanen (Tettigoniidae). De wetenschappelijke naam van dit geslacht is voor het eerst geldig gepubliceerd in 1895 door Brunner von Wattenwyl.

## Soorten
Het geslacht Schochia omvat de volgende soorten:
- Schochia laevis Brunner von Wattenwyl, 1895
- Schochia veta Piza, 1958
- Schochia viridis Beier, 1954